# Distretto di Chepigana
Il distretto di Chepigana è un distretto di Panama nella provincia di Darién con 30.110 abitanti al censimento 2010

## Geografia antropica

### Suddivisioni amministrative
Il distretto è suddiviso in sedici comuni (corregimientos):
- La Palma
- Camoganti
- Chepigana
- Garachiné
- Jaqué
- Puerto Piña
- Río Congo
- Río Iglesias
- Sambú
- Setegantí
- Taimatí
- Tucutí
- Agua Fría
- Cucunatí
- Río Congo Arriba
- Santa Fé